# Convergence (DC Comics)
Convergence foi uma série semanal de história em quadrinhos publicada nos EUA pela DC Comics, que aconteceu durante os meses de abril e maio de 2015 e serviu como “tapa buraco” enquanto a DC mudava sua sede de Nova York para Burbank. Contou com nove edições da minissérie principal homônima e 40 tie-ins de duas edições. "Convergência" tem eventos ligados nas edições finais de duas séries semanais, Terra 2: Fim do Mundo (Earth 2: World's End) e Os Novos 52!: Fim dos Tempos (The New 52: Futures End, também conhecida aqui como Fim dos Futuros). A história envolve Brainiac coletando cidades e habitantes de diversas cronologias extintas e prendendo-as em um planeta fora do tempo e do espaço. Algo notável durante este evento é o retorno de grandes personagens da DC de cronologias condenadas antes de "Ponto de Ignição (Flashpoint)", evento que levou à criação do Universo DC de Os Novos 52. A saga foi o grande evento de 2015 com o intuito de comemorar o aniversário de 30 anos da mega saga Crise nas Infinitas Terras que elevou a DC Comics em 1985.

## História da publicação
Em abril de 2014, Dan Didio, co-editor da DC Comics, anunciou que as séries semanais de quadrinhos que estavam sendo publicadas (ou seriam publicadas em breve no caso de Os Novos 52: Fim dos Tempos e Terra 2: Fim do Mundo), estariam terminando na última semana de Março de 2015, com Batman Eterno tendo uma breve pausa não especificada.
Em 3 de novembro de 2014, a DC Comics anunciou a minissérie Convergência. O evento serviria como uma conclusão para Os Novos 52: Fim dos Tempos e Terra 2: Fim do Mundo, e envolveria personagens do universo pré-"Ponto de Ignição (Flashpoint)", incluindo Brainiac, que tinha obtido acesso as atuais e anteriores linhas do tempo do universo da DC Comics, depois de torturar o Gladiador Dourado pela localização do Ponto de Fuga em Gladiador Dourado: Fim dos Tempos #1 (Booster Gold: Future's End #1). Concebida como uma série semanal em abril e maio de 2015, Convergência começaria com uma edição #0 e continuaria com mais oito edições. Além disso, a DC Comics anunciou que durante a saga, todos as séries em quadrinhos regulares seriam pausadas e substituídas por 40 minisséries de duas partes diferentes, apresentando uma variedade de personagens de toda a história de publicação da DC.
Durante o mês de novembro de 2014, a DC Comics começou a anunciar cada um desses tie-ins em blocos de 10 em conjunto com vários sites. A lista de títulos incluía uma vasta gama de criadores, muitos dos quais têm associação anterior com versões de personagens pré-Os Novos 52. Cada um desses tie-ins envolveria diferentes personagens da DC sob os domos de Brainiac sendo forçados a enfrentar a invasão de personagens de linhas temporais pré-"Ponto de Ignição", "Zero Hora", Tangente, e pré-"Crise nas Infinitas Terras".

## Enredo

### Fundo
Ao longo de várias décadas no século XX, s DC Comics reimaginou seus personagens e conceitos básicos e adquiriu direitos de propriedade de quadrinhos de editoras rivais. Os personagens clássicos que haviam sido substituídos foram então trazidos de volta e acabaram por residir na Terra-2, enquanto os de outros editores viviam em mundos fantasiosos como a Terra-S e a Terra-X. Este modo de contar histórias, apresentando um "Multiverso" infinito de mundos cheios de heróis e vilões, alimentou muitas histórias da DC por algum tempo. Em 1985, porém, a DC optou por simplificar sua continuidade com um crossover chamado Crise nas Infinitas Terras (Crisis on Infinite Earths), no qual todo o Multiverso foi combinado em um único mundo com uma história conectada. As histórias subsequentes a "crise" viram sua realidade ameaçada e foram remodeladas novamente, muitas outras vezes como forma de ajustar a história ficcional ao contexto do cenário das histórias da DC. Histórias como Zero Hora (1994); Crise Infinita (2006), que trouxe de volta o conceito de Multiverso, desta vez com 52 Terras; Crise Final (2008), na qual a destruição do Universo foi evitada por pouco; e Ponto de Ignição (2011), que resultou na redefinição do Multiverso em 52 mundos, e trazendo o cenário contemporâneo da DC Comics, publicado até a Convergência sob a marca "Os Novos 52!". O quadrinho de Grant Morrison, Multiverso DC (Multiversity, 2014-2015, também conhecida aqui como Multidiversidade), também explorou a completa meta-história do Multiverso em maior profundidade, e mapeou a maioria das 52 terras que o compõe desde o Ponto de Ignição.

### História principal
Há não muito tempo, o Superman foi infectado por um vírus que quase o transformou em um dos mais perigosos seres do universo: Apocalypse! O responsável por esse ataque foi ninguém menos que o Colecionador de Mundos: Brainiac. Para vencê-lo, o herói se viu obrigado a se sacrificar, adentrando um buraco negro junto com seu adversário como mostrado na saga Superman: Condenado. Lá, o Último Filho de Krypton ficou aprisionado por muito meses. A edição #0 de Convergência acompanha o nosso Superman justamente nesse período em que ficou desaparecido. No início da trama, o Superman é levado a um lugar fora do tempo e do espaço para ser testado. Um lugar onde cada herói assim como suas linhas temporais condenadas são chamadas para prestar conta. Nesse planeta bizarro, o misterioso Telos, um servo do desaparecido Brainiac dá seguimento ao que acredita serem os planos de seu mestre: recolher diversas cidades de diversas linhas temporais e realidades alternativas extintas para que se enfrentem. O prêmio é um só: a sobrevivência!
Continuando os eventos de Terra 2: Fim dos Mundos — Batman (Thomas Wayne), Superman (Val-Zod), Lanterna Verde (Alan Scott), e o Flash (Jay Garrick) — encontram-se no desértico planeta Telos, junto com Yolanda Montez (Avatar Vermelho da Terra) e o repórter Dick Grayson. Eles encontram um ser parecido com o vilão Brainiac; mais adiante é revelado que esse personagem era Telos, um servo de Brainiac e personificação do planeta, que aguarda o retorno de seu mestre. Quando seu mundo estava prestes a ser destruído por Darkseid, os heróis da Terra 2 (conhecidos como as Maravilhas do Mundo) foram transportados para Telos, onde Brainiac, que assimilou suas encarnações através do Multiverso, capturou e armazenou muitas cidades de toda a história do Multiverso, abrangendo várias eras de publicação da editora DC Comics, e até mesmo dos populares Elseworlds. Depois de uma breve discussão com os heróis sobre o verdadeiro propósito que seu mestre Brainiac imaginou para este mundo, Telos decreta que fará os defensores de cada mundo se enfrentarem e somente os maiores heróis sobreviverão. Os que rejeitarem lutar verão seu povo ser destruído e suas cidades esmagadas. Apenas uma cidade sobreviverá, as outras conhecerão o esquecimento. Essas batalhas são mostradas em várias edições tie-ins de duas partes durante os dois meses de quadrinhos da série Convergência.
Enquanto isso, os heróis da Terra 2 investigam o planeta, e Yolanda Montez descobre que tem habilidades de animal, como garras afiadas e reflexos, do seu tempo como avatar. Enquanto investigava o planeta, Batman faz parceria com Dick e entra numa versão de Gotham City, imaginando que vai saber o caminho até o Batcaverna. Ele entra na Gotham pré-Ponto de Ignição na antiga Terra 0 (o cenário primário de histórias da DC antes de seu relançamento em Os Novos 52) onde Thomas Wayne (que se tornou Batman após a morte de seu filho) e o Batman pré-Ponto de Ignição, Bruce Wayne, acabam tendo um encontro bastante emocionante. Bruce empresta seu Batmóvel a Thomas, mas eles são perseguidos fora da cidade por alguns vilões de Gotham. Thomas Wayne se mata com um artefato explosivo, levando os vilões com ele. Dick analisa que o sacrifício de Thomas Wayne era inevitável, a seguir, ele é baleado por um dos vilões sobrevivente: o Coringa, deixando Dick paralisado da cintura para baixo, até que surge Telos e quebra o pescoço do vilão. Em outra parte, os heróis da Terra 2 agora com a ajuda de Deimos um estranho homem que prometeu aos heróis que podia derrotar Telos e tirá-los desse planeta, encontram no subterrâneo do planeta Telos a cidade de Skartaris (cenário dos quadrinhos do Guerreiro, o senhor de Skartaris). No castelo de Skartaris alguém mantém presos longe do alcance de Deimos, os viajantes do tempo, Monarca e Degaton e também os Mestres do Tempo capturados no Ponto de Fuga.
Telos depois de curar a espinha quebrada de Richard Grayson tenta convencê-lo a participar da Convergência. Enquanto isso, os outros sobreviventes da Terra 2 entram em Skartaris, seguindo o mago Deimos, que explica que seu inimigo, Guerreiro, está mantendo prisioneiros nas masmorras, um grupo de pessoas chamado Mestres do Tempo que são a chave para salvar a todos neste planeta e devolvê-los para suas casas. As conexões de Alan com o Verde e de Yolanda com o Vermelho são restauradas. Travis Morgan, o Guerreiro que está em batalha com os Homens-Lagartos de Skartaris nota que seu mundo foi movido e volta com sua esposa Tara para o castelo. Enquanto isso, os heróis da Terra 2 ao chegar no castelo entram em batalha com Mariah e Maciste, enquanto Deimos fica ausente. Dentro do castelo, Shakira (Gata da Magia Negra) vigia os Mestres do Tempo que ela aprisionou quando soube que as intenções de Deimos com eles eram ruins. Enquanto isso, no subterrâneo de Skartaris, Deimos nota que está sendo seguido por Yolanda Montez, e admite que não foi honesto com todos, que na verdade ele é sacerdote de magia negra. Ele oferece a ela a chance de se juntar a ele, mas ela rejeita. Após deixar Yolanda inconsciente, Deimos continua sem obstáculos até encontrar Shakira. Ele derruba ela e a deixa inconsciente e toma o poder dos Mestres do Tempo, embora eles tentem lutar contra isso. Enquanto isso, Alan, Val-Zod e Jay com a ajuda de Mariah e Maciste, encontrando Yolanda e Shakira vivas no exato momento que surge Deimos. Lá fora, Guerreiro e Tara identificam a luz do poder da Lanterna Verde e sabem que devem atravessar os túneis sombrios do castelo para ajudar seus amigos. Telos e Dick também chega ao núcleo do mundo, onde Deimos usa o poder coletivo dos Mestres do Tempo para convocar Brainiac de sua prisão (uma esfera-T conforme visto em Os Novos 52: Fim dos Tempos).
Deimos revela a Telos que ele não é o avatar do planeta, mas sim um mortal que foi transformado em Telos por Brainiac, no dia que Brainiac devastou seu mundo natal para criar um mundo onde pudesse armazenar suas cidades capturadas, a Lua de Sangue. Em troca da segurança de sua família, ele aceitou servir Brainiac eternamente como Telos. Chocado com tudo, Telos cai no chão. Fora do castelo de Shamballah, Travis Morgan, o Guerreiro, e sua esposa Tara, veem sua casa em chamas de Deimos, só que antes que possam chegar ao castelo, eles são atacados novamente por Homens-Lagartos, durante o confronto, um dos Homens-Lagartos enfia uma espada nas costas de Tara. Após vencer os Homens-Lagartos, Travis encontra sua amada em estado muito preocupante e sai em busca de Deimos. Dentro do castelo, Brainiac ordena Deimos que faça Telos esquecer toda a verdade, só que o feiticeiro recusa obedecer. Ao perder a concentração do campo magnético que criou, Deimos é atacado por Maciste. Infelizmente, Deimos paralisa Maciste com magia e arranca seu coração. Ao saber de Dick que Batman foi morto, as outras Maravilhas do Mundo ir ao ataque, Superman assume a liderança, admitindo que, embora a magia possa machucá-lo, não o deterá, enquanto que Brainiac ordena que Telos mate Brainiac. O Flash tenta correr rápido o mais rápido possível para abrir a Força de Aceleração e empurrar Deimos para ela. Tanto Jay como Superman são vencidos, e o Lanterna Verde cogita a hipótese de libertar Brainiac. Deimos bane Brainiac de volta ao lugar de onde foi tirado, no mesmo instante que surge o Guerreiro montado em um Tricerátopo. Deimos usa a magia e drena a força vital do Guerreiro, envelhecendo-o décadas até que seja reduzido ao pó. Com tudo desmoronando, Jay, Alan, Dick, Superman e Mariah fogem e acabam deixando Yolanda, que é ajudada por Deimos em troca de serventia. Do lado de fora, Jay bola um plano para tentar encontrar Yolanda. Dick, entretanto, vê um Batarangue no chão, e reconhece que é a hora da sua ligação com o Batman ficar mais forte. Enquanto isso, Deimos mostra a Yolanda a antiga câmara de Brainiac, sob a superfície do planeta, e usa a câmara para falar por todo o planeta e avisar os campeões de cada cidade de que não há mais necessidade de lutar e que salvou suas vidas, e agora que ele fez isso, ele irá protegê-los - por um preço.
Em nosso universo (Terra 0), nos dias atuais, a Torre de Vigilância da Liga da Justiça tem uma comunicação com o Caçador de Marte e sua equipe, a Liga da Justiça Unida, que estão monitorando uma perturbação pelo universo. Superman, Supergirl, Guy Gardner e a Tropa dos Lanternas Vermelhos e outros guardiões descobrem que a perturbação parece ser um planeta tentando invadir sua realidade. Seres poderosos como Nix Uotan, o guardião do Multiverso e o maligno Darkseid assim tudo com bastante interesse, sem compreender completamente os eventos que estão testemunhando. Enquanto isso, em Telos, os heróis da Terra 2 encontram vários heróis pré-Ponto de Ignição (Superman, Arqueiro Vermelho, Batgirl (Stephanie Brown), Donna Troy e o Flash (Wally West), com quem formam uma equipe. Superman diz a Dick Grayson que ouviu suas conversas com Telos, e conhecendo o Dick de seu mundo, incube Dick da tarefa de recrutar Telos para seu lado para desafiar Deimos. Os dois Flashes, Jay e Wally, começam a procurar Telos, e Jay acaba encontrando e adicionado outro Flash, Barry Allen da Era de Prata dos Quadrinhos à sua equipe. Superman acompanhados por versões de heróis e vilões de quadrinhos publicados em cada década da história da DC desafiam Deimos por estar em maior número, só que o vilão conseguiu convocar vários heróis e vilões de outras cidades para defendê-lo, prometendo dar-lhes o mundo para eles caso matem todos.
Na Terra 0, o planeta (Lua de Sangue/Mundo de Telos) que está invadindo a nossa realidade deixa as leituras de energia temporal e antimatéria malucas, até mesmo o grande Oráculo fica cego quanto ao passado, presente e futuro. O nosso Superman vai ter com o Oráculo alguma forma de salvar todos, a entidade então responde que não nenhuma forma. Enquanto isso, no Mundo de Telos, graças às manipulações de Deimos, todos os habitantes do planeta estão agora em guerra uns com os outros. A luta, porém, é interrompida pela chegada inesperada de Richard Grayson e Telos, este último agora do lado dos heróis graças ao convencimento de Dick. Deimos é finalmente destruído pela versão Parallax de Hal Jordan da saga Zero Hora.
O Senhor Destino explica que quando Parallax (Hall Jordan) matou Deimos, ele imprudentemente liberou a energia temporal dos Mestres do Tempo. O poder que outrora residia nos viajantes do tempo agora está retornando ao núcleo do planeta e logo se inflamará e destroçará todo o Multiverso. Não vendo nenhuma outra solução, o viajante do tempo Tempus (uma versão pré-Ponto de Ignição do futuro Gladiador Dourado) convoca Brainiac de volta. Brainiac revela que outrora foi Brainiac designado do planeta Colu e viajou por todo o universo em busca do conhecimento, mas quando sobreviveu ao Ponto de Ignição, procurou mais, algo para se tornar maior. Procurou explorar a história do Multiverso, mas acabou se tornando nessa criatura pelos efeitos das crises anteriores. Ele percebe o monstro que se tornou e deseja corrigir as coisas enviando todos aos seus verdadeiros lares, mas é impedido pelos efeitos da primeira crise, Crise nas Infinitas Terras. Para mudar o resultado dessa crise, Brainiac envia a Supergirl pré-Crise e Barry Allen de volta para cumprirem seus destinos na história original Crises, Superman pré-Ponto de Ignição e Parallax Zero Hora (buscando redenção) se voluntariam para ir com eles, mudar o resultado da crise. Após conseguirem, tudo volta ao normal, ao momento antes que Brainiac trouxesse todos de suas linhas do tempo. Os velhos mundos do Multiverso clássico vivem suas versões originais e as formas modernizadas retratadas em Multiverso DC. Todos os mundos e cronologias agora existem. A equipe da Terra 2 é deixada para trás no planeta, mas Telos transporta o planeta para o universo da Terra 2. Ele aparece no céu para dizer às Maravilhas que ele se lembrou de seu verdadeiro nome e onde está sua família e que o planeta será a Nova Terra 2. Mais uma vez capaz de canalizar o poder do Verde, Alan nota que seu anel de poder ouviu um pedido de socorro e faz contato com a frota espacial transportando os refugiados da Terra 2 levando-os para sua nova casa.

## Consequências
Como resultado da "Convergência" as revistas não viriam mais com a marca Os Novos 52!, porém, a sequência das histórias da fase Os Novos 52 continuariam normalmente. Após a conclusão do enredo da saga, que começaria em 3 de junho de 2015 e correria pelos meses de junho e julho, os títulos de quadrinhos da DC Comics passaria a composta de 24 novas séries que começariam na edição #1. Juntamente com estas novas adições, a empresa continuará a publicar os seus atuais 25 títulos em andamento, seguindo inclusive numeração e histórias atuais. Após o anúncio da revisão da linha de publicação da DC Comics, Dan DiDio comparou os planos da empresa para as histórias pós-Convergência com o que houve com as histórias "Um Ano Depois (One Year Later)" que seguiu os eventos de "Crise Infinita" em 2006.

## Títulos
| Título                                                                                  | Roteirista(s)                          | Artista(s)                                                                             |
| --------------------------------------------------------------------------------------- | -------------------------------------- | -------------------------------------------------------------------------------------- |
| Convergence (Convergência) 0–8                                                          | Jeff King, Dan Jurgens e Scott Lobdell | Ethan Van Sciver, Carlo Pagulayan, Stephen Segovia, Andy Kubert, Sandra Hope, Ed Benes |
| Semana 1 (personagens pré-Ponto de Ignição)                                             |                                        |                                                                                        |
| The Atom (Átomo) 1–2                                                                    | Tom Peyer                              | Steve Yeowell                                                                          |
| Batgirl 1–2                                                                             | Alisa Kwitney                          | Rick Leonardi e Mark Pennington                                                        |
| Batman & Robin 1–2                                                                      | Ron Marz                               | Denys Cowan e Klaus Janson                                                             |
| Harley Quinn (Arlequina) 1–2                                                            | Steve Pugh                             | Phil Winslade e John Dell                                                              |
| Justice League (Liga da Justiça) 1–2                                                    | Frank Tieri                            | Vicente Cifuentes                                                                      |
| Nightwing/Oracle (Asa Noturna & Oráculo) 1–2                                            | Gail Simone                            | Jan Duursema e Dan Parsons                                                             |
| The Question (Questão) 1–2                                                              | Greg Rucka                             | Cully Hamner                                                                           |
| Speed Force (A Força de Aceleração) 1–2                                                 | Tony Bedard                            | Tom Grummett e Sean Parsons                                                            |
| Superman 1–2                                                                            | Dan Jurgens                            | Lee Weeks e Dan Jurgens                                                                |
| Titans (Titãs) 1–2                                                                      | Fabian Nicieza                         | Ron Wagner e Jose Marzan                                                               |
| Semana 2 (personagens pré-Zero Hora)                                                    |                                        |                                                                                        |
| Aquaman 1–2                                                                             | Tony Bedard                            | Cliff Richards                                                                         |
| Shadow of the Bat (A Sombra do Batman) 1–2                                              | Larry Hama                             | Philip Tan e Jason Paz                                                                 |
| Catwoman (Mulher-Gato) 1–2                                                              | Justin Gray                            | Ron Randall                                                                            |
| Green Arrow (Arqueiro Verde) 1–2                                                        | Christy Marx                           | Rags Morales e Claude St-Aubin                                                         |
| Green Lantern/Parallax (Lanterna Verde & Parallax) 1–2                                  | Tony Bedard                            | Ron Wagner e Bill Reinhold                                                             |
| Justice League International (Liga da Justiça Internacional) 1–2                        | Ron Marz                               | Mike Manley                                                                            |
| Suicide Squad (Esquadrão Suicida) 1–2                                                   | Frank Tieri                            | Tom Mandrake                                                                           |
| Superboy 1–2                                                                            | Fabian Nicieza                         | Karl Moline e Jose Marzan Jr                                                           |
| Supergirl: Matrix (Supergirl: Matriz) 1–2                                               | Keith Giffen                           | Ramon Bachs                                                                            |
| Superman: The Man of Steel (Aço) 1–2                                                    | Louise Simonson                        | June Brigman e Roy Richardson                                                          |
| Semana 3 (personagens da época de Crise em Infinitas Terras)                            |                                        |                                                                                        |
| The Adventures of Superman (As Aventuras do Superman) 1–2                               | Marv Wolfman                           | Roberto Viacava e Andy Owens                                                           |
| Batman and the Outsiders (Batman e Os Renegados) 1–2                                    | Marc Andreyko                          | Carlos D’anda                                                                          |
| The Flash (Flash) 1–2                                                                   | Dan Abnett                             | Federico Dallocchio                                                                    |
| Green Lantern Corps (Tropa dos Lanternas Verdes) 1–2                                    | David Gallaher                         | Steve Ellis e Ande Parks                                                               |
| Hawkman (Gavião Negro) 1–2                                                              | Jeff Parker                            | Tim Truman e Enrique Alcatena                                                          |
| Justice League America (Liga da Justiça da América) 1–2                                 | Fabian Nicieza                         | Chriscross                                                                             |
| New Teen Titans (Novos Titãs) 1–2                                                       | Marv Wolfman                           | Nicola Scott e Marc Deering                                                            |
| Superboy and Legion of Super-Heroes (Superboy e a Legião dos Super-Heróis) 1–2          | Stuart Moore                           | Gus Storms e Mark Farmer                                                               |
| Swamp Thing (Monstro do Pântano) 1–2                                                    | Len Wein                               | Kelley Jones                                                                           |
| Wonder Woman (Mulher-Maravilha) 1–2                                                     | Larry Hama                             | Josh Middleton                                                                         |
| Semana 4 (personagens pré-Crise em Infinitas Terras)                                    |                                        |                                                                                        |
| Action Comics 1–2                                                                       | Justin Gray                            | Claude St-Aubin e Sean Parsons                                                         |
| Blue Beetle (Besouro Azul) 1–2                                                          | Scott Lobdell                          | Yishan Li                                                                              |
| Booster Gold (Gladiador Dourado) 1–2                                                    | Dan Jurgens                            | Alvaro Martinez e Raul Fernandez                                                       |
| Crime Syndicate (Sindicato do Crime) 1–2                                                | Brian Buccellato                       | Phil Winslade                                                                          |
| Detective Comics 1–2                                                                    | Len Wein                               | Denys Cowan e Bill Sienkiewicz                                                         |
| Infinity Inc. (Corporação Infinito) 1–2                                                 | Jerry Ordway                           | Ben Caldwell                                                                           |
| Justice Society of America (Sociedade da Justiça da América) 1–2                        | Dan Abnett                             | Tom Derenick e Trevor Scott                                                            |
| Plastic Man and the Freedom Fighters (Homem-Borracha e os Combatentes da Liberdade) 1–2 | Simon Oliver                           | John Mccrea                                                                            |
| Shazam! 1–2                                                                             | Jeff Parker                            | Evan “Doc” Shaner                                                                      |
| World’s Finest Comics (Melhores do Mundo) 1–2                                           | Paul Levitz                            | Jim Fern e Joe Rubinstein (com desenhos de Shannon Wheeler)                            |

## Publicação no Brasil
No Brasil, a publicação da saga "Convergência" ficou a cargo da editora Panini Comics que lançou integralmente a história durante os meses de fevereiro e março de 2016.
| PUBLICAÇÃO | TÍTULO                                                             | HISTÓRIAS ORIGINAIS                                      |
| ---------- | ------------------------------------------------------------------ | -------------------------------------------------------- |
| FEV 2016   | CONVERGÊNCIA 0                                                     | Convergence 0                                            |
| FEV 2016   | CONVERGÊNCIA 1                                                     | Convergence 1–4                                          |
| FEV 2016   | CONVERGÊNCIA: A SOMBRA DO BATMAN                                   | Convergence: Batman – Shadow of The Bat 1–2              |
| FEV 2016   | CONVERGÊNCIA: A SOMBRA DO BATMAN                                   | Convergence: Swamp Thing 1–2                             |
| FEV 2016   | CONVERGÊNCIA: A SOMBRA DO BATMAN                                   | Convergence: Batgirl 1–2                                 |
| FEV 2016   | CONVERGÊNCIA: ARLEQUINA                                            | Convergence: Harley Quinn 1–2                            |
| FEV 2016   | CONVERGÊNCIA: AS AVENTURAS DE SUPERMAN E A LEGIÃO DOS SUPER-HERÓIS | Convergence: Adventures of Superman 1–2                  |
| FEV 2016   | CONVERGÊNCIA: AS AVENTURAS DE SUPERMAN E A LEGIÃO DOS SUPER-HERÓIS | Convergence: Superboy And The Legion of Super-Heroes 1–2 |
| FEV 2016   | CONVERGÊNCIA: BATMAN E OS RENEGADOS                                | Convergence: Batman And The Outsiders 1–2                |
| FEV 2016   | CONVERGÊNCIA: FLASH E A FORÇA DE ACELERAÇÃO                        | Convergence: The Flash 1–2                               |
| FEV 2016   | CONVERGÊNCIA: FLASH E A FORÇA DE ACELERAÇÃO                        | Convergence: Speed Force 1–2                             |
| FEV 2016   | CONVERGÊNCIA: MULHER-MARAVILHA E AQUAMAN                           | Convergence: Aquaman 1–2                                 |
| FEV 2016   | CONVERGÊNCIA: MULHER-MARAVILHA E AQUAMAN                           | Convergence: Wonder Woman 1–2                            |
| FEV 2016   | CONVERGÊNCIA: OS NOVOS TITÃS                                       | Convergence: The New Teen Titans #1                      |
| FEV 2016   | CONVERGÊNCIA: OS NOVOS TITÃS                                       | Convergence: The Titans 1–2                              |
| FEV 2016   | CONVERGÊNCIA: SHAZAM, HOMEM-BORRACHA & OS COMBATENTES DA LIBERDADE | Convergence: Shazam! 1–2                                 |
| FEV 2016   | CONVERGÊNCIA: SHAZAM, HOMEM-BORRACHA & OS COMBATENTES DA LIBERDADE | Convergence: Plastic Man And The Freedom Fighters 1–2    |
| FEV 2016   | CONVERGÊNCIA: SINDICATO DO CRIME E OS MELHORES DO MUNDO            | Convergence: Crime Syndicate 1–2                         |
| FEV 2016   | CONVERGÊNCIA: SINDICATO DO CRIME E OS MELHORES DO MUNDO            | Convergence: World's Finest 1–2                          |
| FEV 2016   | CONVERGÊNCIA: SOCIEDADE DA JUSTIÇA DA AMÉRICA                      | Convergence: Justice Society of America 1–2              |
| FEV 2016   | CONVERGÊNCIA: SOCIEDADE DA JUSTIÇA DA AMÉRICA                      | Convergence: Infinity, Inc. 1–2                          |
| FEV 2016   | CONVERGÊNCIA: SOCIEDADE DA JUSTIÇA DA AMÉRICA                      | Convergence: Detective Comics 1–2                        |
| MAR 2016   | CONVERGÊNCIA 2                                                     | Convergence 5–8                                          |
| MAR 2016   | CONVERGÊNCIA: ARQUEIRO VERDE & ÁTOMO                               | Convergence: Green Arrow 1–2                             |
| MAR 2016   | CONVERGÊNCIA: ARQUEIRO VERDE & ÁTOMO                               | Convergence: The Atomo 1–2                               |
| MAR 2016   | CONVERGÊNCIA: BATMAN E ROBIN                                       | Convergence: Batman And Robin 1–2                        |
| MAR 2016   | CONVERGÊNCIA: ESQUADRÃO SUICIDA                                    | Convergence: Suicide Squad 1–2                           |
| MAR 2016   | CONVERGÊNCIA: GAVIÃO NEGRO, ASA NOTURNA & ORÁCULO                  | Convergence: Hawkman 1–2                                 |
| MAR 2016   | CONVERGÊNCIA: GAVIÃO NEGRO, ASA NOTURNA & ORÁCULO                  | Convergence: Nightwing And Oracle 1–2                    |
| MAR 2016   | CONVERGÊNCIA: GLADIADOR DOURADO & BESOURO AZUL                     | Convergence: Blue Beetle 1–2                             |
| MAR 2016   | CONVERGÊNCIA: GLADIADOR DOURADO & BESOURO AZUL                     | Convergence: Booster Gold 1–2                            |
| MAR 2016   | CONVERGÊNCIA: LIGA DA JUSTIÇA INTERNACIONAL                        | Convergence: Justice League 1–2                          |
| MAR 2016   | CONVERGÊNCIA: LIGA DA JUSTIÇA INTERNACIONAL                        | Convergence: Justice League International 1–2            |
| MAR 2016   | CONVERGÊNCIA: LIGA DA JUSTIÇA INTERNACIONAL                        | Convergence: Justice League of America 1–2               |
| MAR 2016   | CONVERGÊNCIA: MULHER GATO & QUESTÃO                                | Convergence: Catwoman 1–2                                |
| MAR 2016   | CONVERGÊNCIA: MULHER GATO & QUESTÃO                                | Convergence: The Question 1–2                            |
| MAR 2016   | CONVERGÊNCIA: SUPERBOY E AÇO                                       | Convergence: Superboy 1–2                                |
| MAR 2016   | CONVERGÊNCIA: SUPERBOY E AÇO                                       | Convergence: Superman - The Man of Steel 1–2             |
| MAR 2016   | CONVERGÊNCIA: SUPERMAN                                             | Convergence: Superman 1–2                                |
| MAR 2016   | CONVERGÊNCIA: SUPERMAN                                             | Convergence: Action Comics 1–2                           |
| MAR 2016   | CONVERGÊNCIA: SUPERMAN                                             | Convergence: Supergirl Matrix 1–2                        |
| MAR 2016   | CONVERGÊNCIA: TROPA DOS LANTERNAS VERDES                           | Convergence: Green Lantern Corps 1–2                     |
| MAR 2016   | CONVERGÊNCIA: TROPA DOS LANTERNAS VERDES                           | Convergence: Green Lantern/Parallax 1–2                  |

## Coletâneas

### Originais (Estados Unidos)
- Convergence (320 páginas, capa dura, 13 de Outubro de 2015, ISBN 1-4012-5686-4)
- Convergence: Zero Hour Book One (272 páginas, capa mole, 13 de Outubro de 2015, ISBN 1-4012-5839-5)
- Convergence: Zero Hour Book Two (272 páginas, capa mole, 13 de Outubro de 2015, ISBN 1-4012-5840-9)
- Convergence: Crisis Book One (272 páginas, capa mole, 20 de Outubro de 2015, ISBN 1-4012-5808-5)
- Convergence: Crisis Book Two (272 páginas, capa mole, 20 de Outubro de 2015, ISBN 1-4012-5834-4)
- Convergence: Flashpoint Book One (272 páginas, capa mole, 27 de Outubro de 2015, ISBN 1-4012-5835-2)
- Convergence: Flashpoint Book Two (272 páginas, capa mole, 27 de Outubro de 2015, ISBN 1-4012-5836-0)
- Convergence: Infinite Earths Book One (272 páginas, capa mole, 3 de Novembro de 2015, ISBN 1-4012-5837-9)
- Convergence: Infinite Earths Book Two (272 páginas, capa mole, 3 de Novembro de 2015, ISBN 1-4012-5838-7)